# Thelyphassa australensis
Thelyphassa australensis là một loài bọ cánh cứng trong họ Oedemeridae. Loài này được Blair miêu tả khoa học năm 1927.